# Aditivní míchání barev

Aditivní míchání

Aditivní míchání barev je takový způsob míchání barev, kdy se jednotlivé složky barev sčítají a vytváří světlo větší intenzity. Výsledná intenzita se rovná součtu intenzit jednotlivých složek.
Pracuje se se třemi základními barvami: červená, zelená a modrá.
Aditivní míchání barev odpovídá vzájemnému prolínání tří barevných kuželů světla ze tří reflektorů na bílém plátně. Každý reflektor má filtr odpovídající základní barvě.
Část plátna, která je osvětlená rovnoměrně všemi třemi reflektory, je bílá. Když smícháme jen dvě barvy světla, např. červené a zelené, dostaneme barvu žlutou. Budeme-li clonou měnit poměr intenzity obou světel, dostaneme různé barevné odstíny mezi těmito barvami.
Modrá a zelená barva ve stejném poměru dávají azurovou barvu, červená a modrá dávají barvu purpurovou.
Smícháním dvou základních barev vznikne barva, která je barvou komplementární (doplňkovou) k třetí základní barvě.
Princip aditivního míchání barev se uplatňuje například na počítačových monitorech a TV obrazovkách.